# (8987) 1978 VD4
1978 في دي 4 (ويعرف أيضًا باسم (8987) 1978 في دي 4 وفق تسمية الكوكب الصغير) (بالإنجليزية: 1978 VD4)‏ هو كويكب ضمن حزام الكويكبات؛ وترتيبه 8987 من حيث الاكتشاف.
اكتُشف هذا الجُرم الفلكي بواسطة شيلت جون بوبي في 7 نوفمبر 1978.

## وصلات خارجية
- (8987) 1978 VD4 في قاعدة بيانات مختبر الدفع النفاث لأجرام النظام الشمسي الصغيرة

- الاكتشاف · مخطط المدار ·  العناصر المدارية · المعلمات المادية

- (8987) 1978 VD4 على موقع ويكي سكاي: DSS2, SDSS, GALEX, IRAS, Hydrogen α, X-Ray, Astrophoto, Sky Map, Articles and images